# Nishino-shima (Oki)

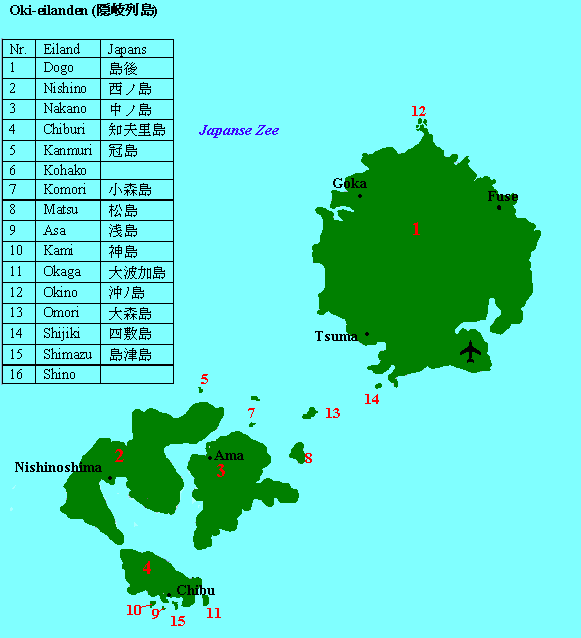
Carte de l'archipel d'Oki.

Pour l'île de l'archipel d'Ogasawara, voir Nishino-shima (Ogasawara).
Nishino-shima (西ノ島) est une île de l'archipel d'Oki, au Japon, d'une superficie de 55,98 km2. Elle dépend administrativement du bourg de Nishinoshima.